# Tarsodisporus paraensis
Tarsodisporus paraensis är en svampart som beskrevs av Bat. & A.A. Silva 1965. Tarsodisporus paraensis ingår i släktet Tarsodisporus, divisionen sporsäcksvampar och riket svampar.   Inga underarter finns listade i Catalogue of Life.